# Camden, New South Wales
Camden este o suburbie în Sydney, Australia.